# Cleome kenneallyi
Cleome kenneallyi är en paradisblomsterväxtart som beskrevs av H.J. Hewson. Cleome kenneallyi ingår i släktet paradisblomstersläktet, och familjen paradisblomsterväxter. Inga underarter finns listade i Catalogue of Life.